# Beechcraft Baron
Beechcraft Baron — семейство американских лёгких двухмоторных самолётов общего назначения. Серия разработана и серийно производилась предприятием Beech Aircraft Corporation с 1961 года. Выпуск самолёта продолжается и в настоящее время (2011) предприятием Hawker Beechcraft Corporation.

## Разработка самолёта
Серия самолётов Baron была разработана на основе предыдущей модели Beechcraft 95 Travel Air. Самолёт был значительно изменён: хвостовая секция новой машины была взята от модели Beechcraft Debonair, изменены аэродинамические формы фюзеляжа и мотогондол. Новому самолёту было присвоено обозначение Baron. Прототип совершил первый полёт 29 февраля 1960 г. С 1961 г. самолёт выпускается серийно.

## Модификации

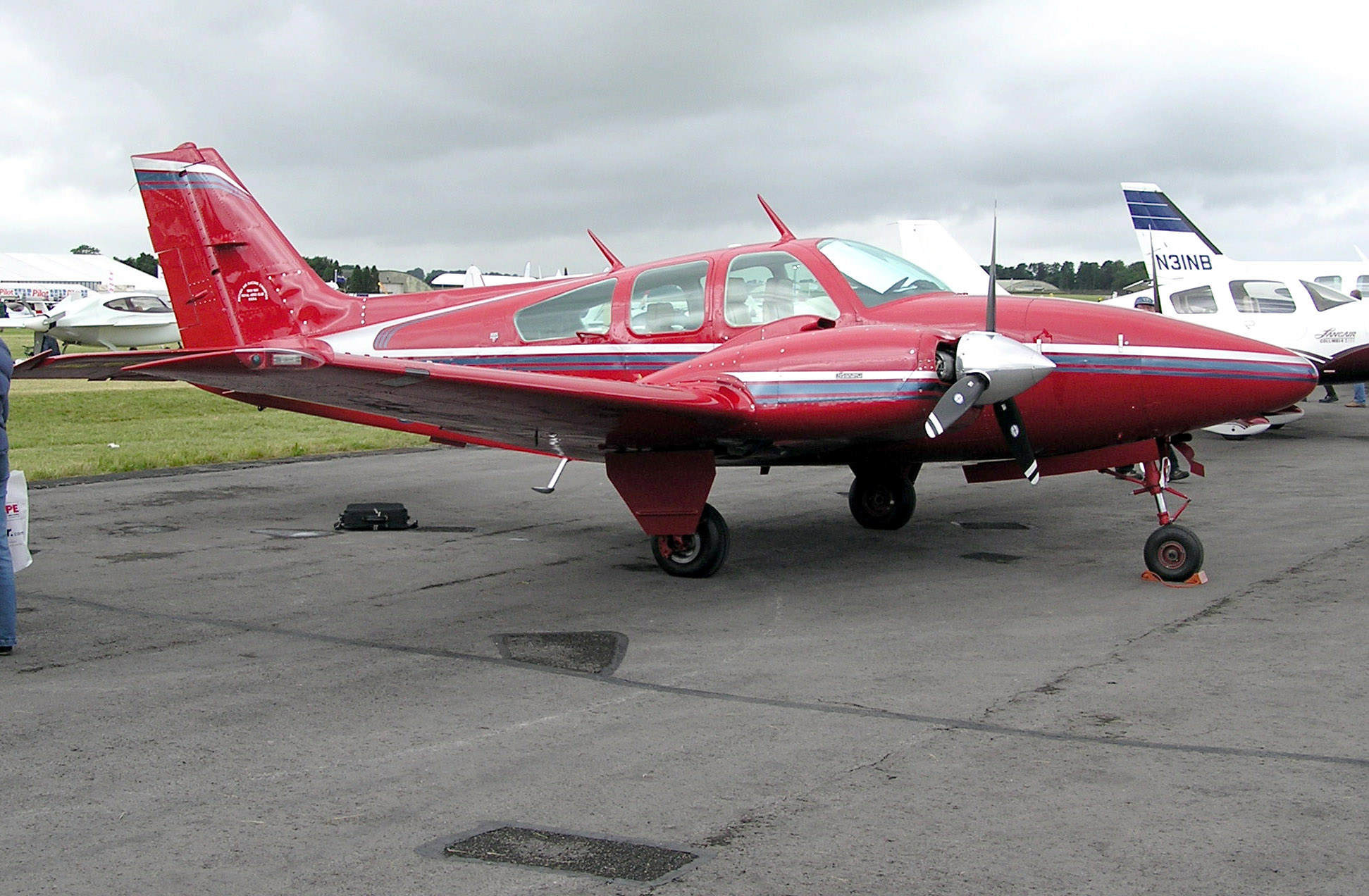
Model E55 Baron

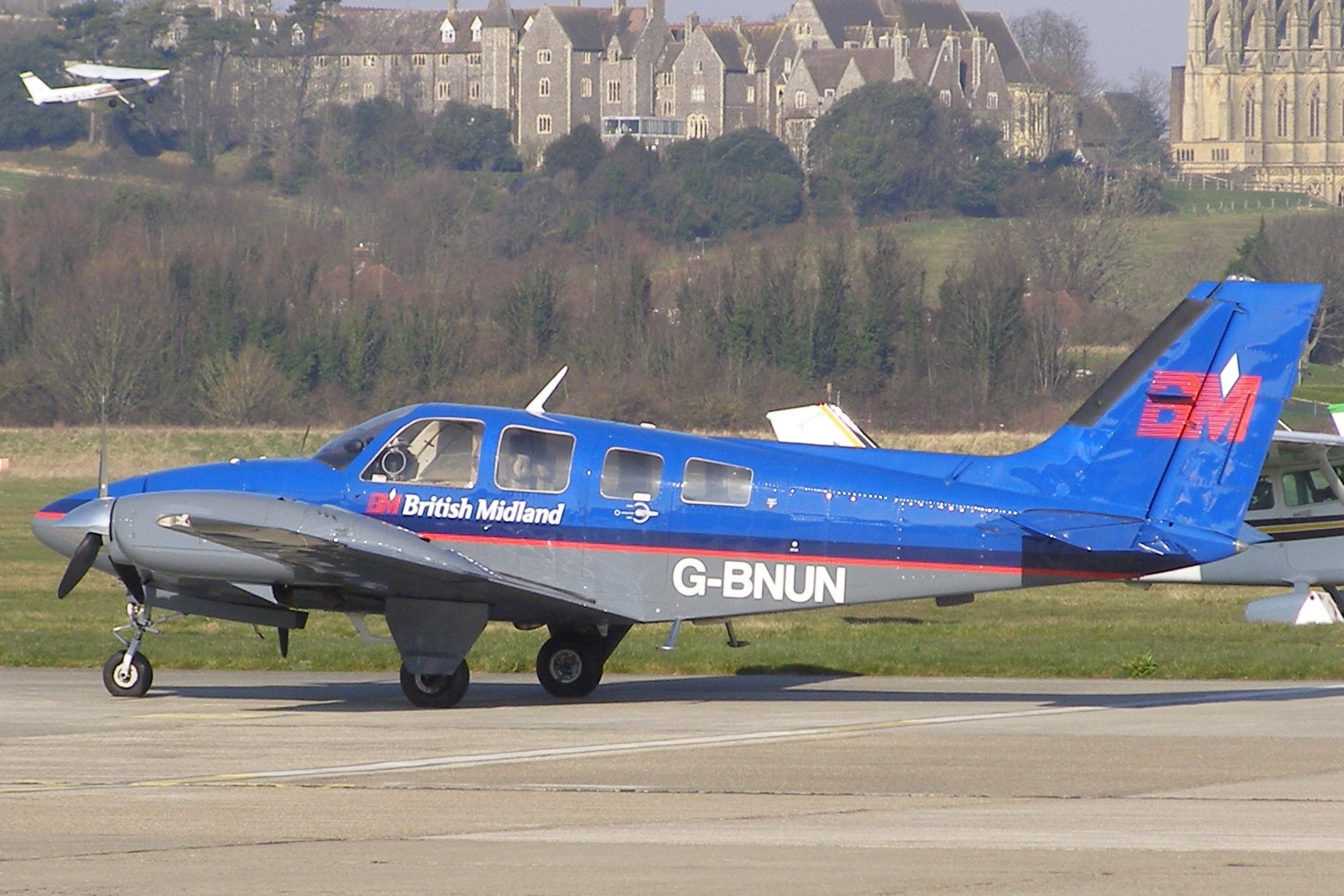
Baron 58PA

В ходе серийного выпуска производились три главные производственные серии самолётов семейства Baron: Baron 55 (короткий фюзеляж), Baron 56 (короткий фюзеляж) и Baron 58 (удлинённый фюзеляж). Каждая производственная серия имела модификации.
Baron 55 — первая производственная серия. Ранние модификации Baron 55, 55A и 55B оснащались двигателями Continental IO-470 мощностью 260 л. с., развивали скорость до 350 км/ч и имели взлётный вес 2200—2300 кг. Модели 55C, 55D и 55E оснащались двигателями Continental IO520 мощностью 285 л. с, развивали скорость до 370 км/ч при увеличенной на 200 кг грузоподъёмности. Ёмкость баков была также увеличена (515 или 628 литров).
Baron 56 — модель оснащалась двигателями Lycoming TIO-541 с турбонагнетателем, мощностью 380 л. с.
Baron 58 — новая производственная серия, выпуск начат в 1970. Удлинён фюзеляж, изменена компоновка салона, добавлены задние двери. Загруженный вес увеличен до 2450—2500 кг, оснащались двигателями Continental IO-520 или IO-550 мощностью 300 л. с., крейсерская скорость — 370 км/ч.
С 1976 г начался выпуск моделей с турбонагнетателем (58TC) и с герметичной кабиной (58P). Выпускающаяся в настоящее время модель (G58) оснащается многофункциональными жидкокристаллическими индикаторами (стеклянная кабина).

## Лётно-технические характеристики (В55)
- Экипаж: 1.
- Пассажировместимость: 5.
- Длина 8,53 м.
- Размах крыла 11,53 м.
- Высота 2,92 м.
- Площадь крыла 18,50 м².
- Аэродинамический профиль крыла NACA 230 относительной толщиной 16,5 % в корне, 10,5 % на законцовке.
- Вес (пустой): 1431 кг.
- Максимальный взлётный вес: 2313 кг.
- Силовая установка : 2×Continental IO-470-L, поршневых 6-цилиндровых воздушного охлаждения, мощностью 260 л. с. каждый.
- Максимальная скорость: 380 км/ч на уровне моря.
- Крейсерская скорость : 333 км/ч при мощности двигателя 55 % на высоте 3600 м.
- Скорость сваливания 135,5 км/ч (двигатель выключен, шасси и закрылки выпущены).
- Дальность: 1746 км при мощности двигателя 65 % на высоте 3200 м с 45-минутным резервом топлива.
- Практический потолок: 6000 м.
- Скороподъёмность: 8,5 м/сек.

## Аварии и катастрофы
По данным портала Aviation Safety Network, за все время эксплуатации насчитывается 95 аварий и катастроф с участием самолёта Beechcraft Baron.
Первый инцидент произошёл 28 июня 1977 года. Тогда при заходе на посадку в аэропорт Смит-Рейнольдс (Северная Калифорния) у самолёта закончилось топливо и он совершил вынужденную посадку в поле. Борт был списан, пилот не пострадал. 
Первая катастрофа произошла 8 января 1978 г. возле Тайлертауна (Миссисипи). Подробности происшествия неизвестны, погибли 4 человека. 
Крупнейшая по числу жертв авиакатастрофа произошла 2 сентября 2002 года в Свонзи (Нью-Гэмпшир). Экипаж знал о технической неисправности шасси, но совершил вылет, и разбился при заходе на посадку из-за потери мощности одного из двигателей. Погибли все находившиеся на борту (7 человек).